# Kompleks pamięci żołnierskiej chwały (Połtawa)
Kompleks pamięci żołnierskiej chwały (ukr. Меморіальний комплекс Солдатської Слави) – kompleks pamięci poświęcony poległym żołnierzom radzieckim, znajdujący się w Połtawie.

## Historia
Kompleks został otwarty w 1969. W jego centrum znajduje się licząca sześć metrów granitowa figura wojownika z tarczą. 
Obiekt znajduje się na liście Państwowego Rejestru Zabytków Nieruchomych Ukrainy (wpisany pod numerem 53-101-0053).